# 米約達崖
68°22′S 65°5′W / 68.367°S 65.083°W
米約達崖（英語：Miyoda Cliff），是南極洲的山崖，位於葛拉漢地的鮑曼海岸，處於羅克派爾峰東北端，海拔高度約400米，在1940年由美國研究隊拍攝空中照片，現時由南極條約體系管理。